# LDS (Formule 1)
Pour les articles homonymes, voir LDS.
LDS était une écurie et manufacture sud-africaine de monoplaces de compétition, fondée dans les années 1950 par Louis Douglas Serrurier, qui sera patron-pilote de son écurie (dont la dénomination est l'acronyme de son nom). Entre 1962 et 1968, LDS participera à cinq reprises au Grand Prix d'Afrique du Sud lorsqu'il comptait pour le Championnat du monde de Formule 1. Les LDS n'ont jamais inscrit de point en championnat du monde, leur meilleur résultat étant une onzième place en 1963 sur le circuit d'East London en Afrique du Sud.

## Historique

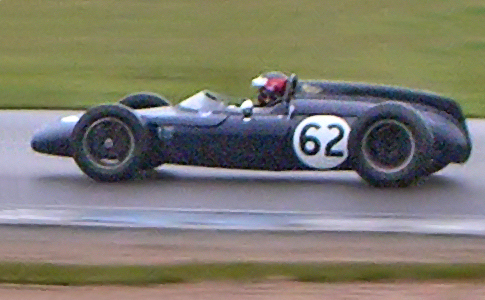
Ian Ashley en démonstration sur une LDS Mk1 à Donington

Louis Douglas « Doug » Serrurier, Sud-Africain d'origine française, commence sa carrière en sport automobile dans les années 1950 en jouant sur deux tableaux puisqu'il pilote une monoplace de sa propre conception. Il se forge un palmarès respectable dans les compétitions locales. Lorsqu'il apprend que le Grand Prix d'Afrique du Sud va être inscrit au championnat du monde, Serrurier décide de construire sa première LDS de Formule 1 pour prendre part à la compétition.
La première LDS (LDS Mk1) est en fait une extrapolation d'une Cooper motorisée par un moteur de 4 cylindres en ligne Alfa Romeo. Serrurier la fait débuter hors-championnat à Kyalami en 1962 aux mains du pilote sud-africain Fanie Viljoen tandis qu'il participe aussi à la course mais au volant d'une Cooper : le but est d'étalonner la LDS. Finalement Viljoen, pilote moins talentueux que Serrurier, le bat, ce qui est de bon augure quant au potentiel de la monoplace. Plus tard dans la saison, la Mk1 est engagée sur plusieurs courses mais ne semble plus vraiment progresser.
L'année suivante, avec le soutien financier de l'écurie Otelle Nucci, LDS participe au Grand Prix d'Afrique du Sud comptant pour le championnat du monde de Formule 1. Serrurier se qualifie en quatorzième position mais abandonne au 62e tour à cause d'un problème de radiateur qui provoque la surchauffe puis la casse de son moteur Alfa,. Par contre, en championnat d'Afrique du Sud, Doug remporte la course des Westmead 120.
En 1963, Serrurier, toujours grâce aux deniers d'Otelle Nucci, s'inscrit sur sa Mk1, au Grand Prix d'Afrique du Sud tandis qu'il fournit une seconde Mk1 à son ami Sam Tingle. Qualifié en dix-huitième position derrière son partenaire d'un jour, Serrurier rallie l'arrivée en onzième position, à sept tours du vainqueur tandis que Tingle abandonne sur bris de transmission,. Contrairement à l'année précédente, si les résultats sont en progrès en championnat du monde, la LDS est complètement transparente en championnat de Formule 1 d'Afrique du Sud.
En 1964, le Grand Prix d'Afrique du Sud n'est pas inscrit au championnat du monde, Serrurier et Tingle y participent tout de même, toujours au volant de la Mk1-Alfa. Serrurier termine onzième tandis que Tingle est à nouveau contraint à l'abandon.
Les Mk1 sont à nouveau au départ du Grand Prix d'Afrique du Sud 1965, de retour en championnat du monde. Serrurier a préparé trois LDS pour lui, Tingle et Jackie Pretorius. Ni Serrurier (au volant de la nouvelle Mk2 motorisée par un Coventry Climax) ni Pretorius ne se qualifient ; Tingle, sur Mk1, il se qualifie en 20e position et termine treizième de l'épreuve,.
En 1966, le Grand Prix d'Afrique du Sud est disputé hors-championnat, les LDS y prennent part, sans résultat, mais les LDS obtiennent tout de même quelques podiums en championnat d'Afrique du Sud, Serrurier terminant à cinquième place finale. Il décide alors d'orienter sa carrière de pilote vers l'Endurance, tout en continuant d'engager les LDS en Formule 1.
En 1967, Sam Tingle dispute le Grand Prix d'Afrique du Sud sur une Mk3-Climax (une extrapolation de la Brabham BT11),. S'il se qualifie honorablement en quatorzième position, il est victime d'un accident qui le contraint à l'abandon,. Il n'a pas plus de chance en 1968 puisque sa Mk3 (désormais motorisée par Repco) est victime d'une surchauffe.
« Doug » Serrurier qui, quant à lui, réussit une belle reconversion puisqu'il s'impose à plusieurs reprises, décide alors de mettre un terme à son implication en Formule 1 pour financer ses saisons en Endurance.

## Résultats en championnat du monde de Formule 1
| Saison | Écurie                                   | Châssis         | Moteur                                  | Pneus     | Pilotes                                    | Grands Prix disputés | Points inscrits | Classement |
| ------ | ---------------------------------------- | --------------- | --------------------------------------- | --------- | ------------------------------------------ | -------------------- | --------------- | ---------- |
| 1962   | Otelle Nucci                             | LDS Mk1         | Alfa Romeo 4 en ligne                   | Dunlop    | Doug Serrurier                             | 1                    | 0               | Non classé |
| 1963   | Otelle Nucci Sam Tingle Jackie Pretorius | LDS Mk1         | Alfa Romeo 4 en ligne                   | Dunlop    | Doug Serrurier Sam Tingle Jackie Pretorius | 1                    | 0               | Non classé |
| 1965   | Otelle Nucci Sam Tingle Jackie Pretorius | LDS Mk1 LDS Mk2 | Alfa Romeo 4 en ligne Climax 4 en ligne | Dunlop    | Doug Serrurier Sam Tingle Jackie Pretorius | 1                    | 0               | Non classé |
| 1967   | Sam Tingle                               | LDS Mk3         | Climax 4 en ligne                       | Firestone | Sam Tingle                                 | 1                    | 0               | Non classé |
| 1968   | Team Gunston                             | LDS Mk3         | Repco V8                                | Firestone | Sam Tingle                                 | 1                    | 0               | Non classé |